# 1495
1495 (MCDXCV) a fost un an comun al calendarului iulian, care a început într-o zi de joi.

## Arte, științe, literatură și filozofie
- Leonardo da Vinci începe lucrul la pictura murală Cina cea de Taină.
- Pietro Perugino, aflat la Florența, deschide un atelier.

## Nașteri
- 2 decembrie: Clément Marot poet francez (d. 1544)
- dată necunoscută: Pargalı Ibrahim Pașa  (d. 1536)
- dată necunoscută: Cuauhtémoc conducător aztec (d. 1525)
- 16 aprilie: Petrus Apianus  (d. 1552)
- 26 ianuarie: Go-Nara  (d. 1557)
- 8 martie: Ioan al lui Dumnezeu  (d. 1550)
- 25 decembrie: Antoinette de Bourbon aristocrată franceză (d. 1583)
- dată necunoscută: Marcin Bielski  (d. 1575)
- dată necunoscută: Sebestyén Tinódi Lantos poet maghiar (d. 1556)
- dată necunoscută: François Bréa pictor italian (d. 1562)
- dată necunoscută: Georg von Reicherstorffer  (d. 1554)

## Decese
- 21 ianuarie: Magdalena de Valois, 51 ani, fiica regelui Carol al VII-lea al Franței, regentă a Navarei (n. 1443)
- 31 mai: Cecily Neville, 80 ani, ducesă de York, mama regilor Eduard al IV-lea și Richard al III-lea (n. 1415)
- 25 octombrie: Ioan al II-lea al Portugaliei, 40 ani (n. 1455)
- 10 noiembrie: Dorothea de Brandenburg, 64 ani, regină consort a Danemarcei, Suediei și Norvegiei (n. 1430)